# Grottes de Saulges
Les grottes de Saulges, ou plutôt les "caves de Saulges" nom local des grottes, désignent un ensemble de cavités naturelles situées dans la vallée de l'Erve et ses affluents, principalement sur le territoire des communes de Thorigné-en-Charnie et Saint-Pierre-sur-Erve, dans le département de la Mayenne. La majorité de ces grottes se trouvent dans un passage encaissé de la vallée semblable à canyon. Il comporte au moins vingt-deux cavités, dont deux grottes visitables. Il a été classé au réseau Natura 2000.

## Historique
Les grottes de Saulges font l'objet d'investigations depuis la fin du XIXe siècle, notamment de la part de l'abbé Joseph Maillard, du préhistorien Gabriel de Mortillet et de l'antiquaire Gatien Chaplain-Duparc,. Ce dernier vide la plupart des cavités de leur contenu en quelques années, sans prendre soin de noter la provenance du matériel mis au jour,.
Des dessins et gravures préhistoriques ont été découverts dans la grotte Mayenne-Sciences (improprement appelée cave à la Dérouine) le 11 juin 1967, par l'équipe de spéléologues Mayenne-Sciences dirigée par Roger Bouillon. Datés d'environ 25 000 ans avant le présent par une datation par le carbone 14, ils comptent parmi les vestiges d'art pariétal les plus septentrionaux et ont permis de relancer les recherches archéologiques sur le site de Saulges, considéré comme « épuisé » depuis les fouilles du XIXe siècle,.
À la fin des années 1990, un programme de mise en valeur scientifique du site est envisagé.
À partir de 1999, cette mise en valeur se concrétise : dans le cadre du programme de recherche du CNRS intitulé « Les occupations paléolithiques de la vallée de l'Erve », dirigé par Jean-Laurent Monnier, des préhistoriens sont à nouveau présents sur le site.
Stéphan Hinguant dirige des fouilles dans la Grotte deRochefort et la grotte de la Chèvre. L'eqyipe des fouilles a mis au jour, entre 2001 et 2012, un habitat solutréen (25 000 à 20 000 ans avant le présent) dans la grotte de Rochefort. Romain Pigeaud a étudié les représentations de la grotte Mayenne-Sciences dans le cadre d'une thèse et prospecte la zone à la recherche de nouveaux sites ornés. Il a découvert des représentations inédites dans la Grotte Margot, qui devient ainsi la deuxième grotte ornée du site.
La plupart des grottes de la zone ont livré des vestiges préhistoriques : silex taillés, ossements d'animaux, etc.,,,,,,,,,,,.

Ossements provenant de la cave à Margot (découverte M. Reynier, 1924)
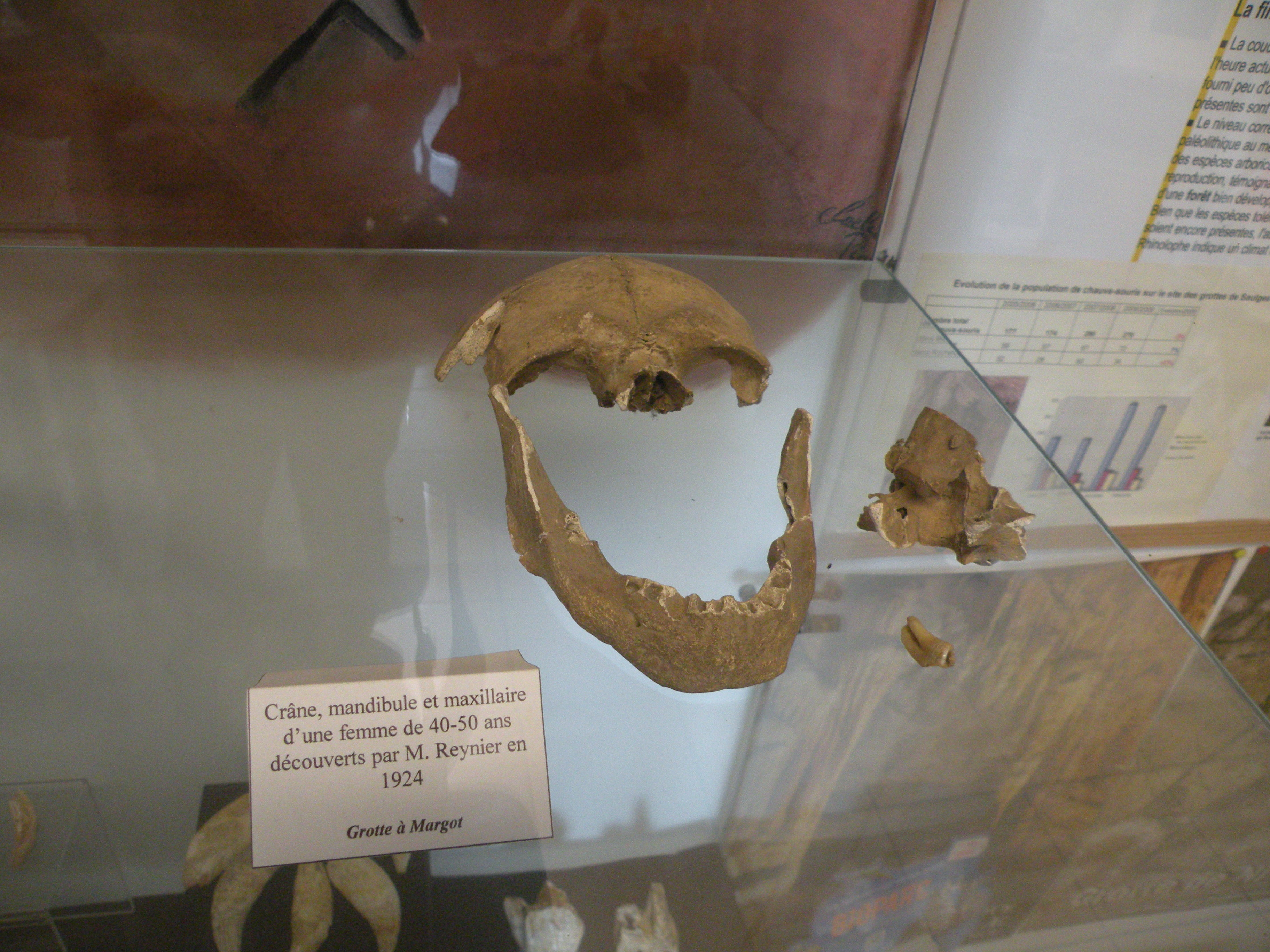
Crâne, mandibule et maxillaire de femme.
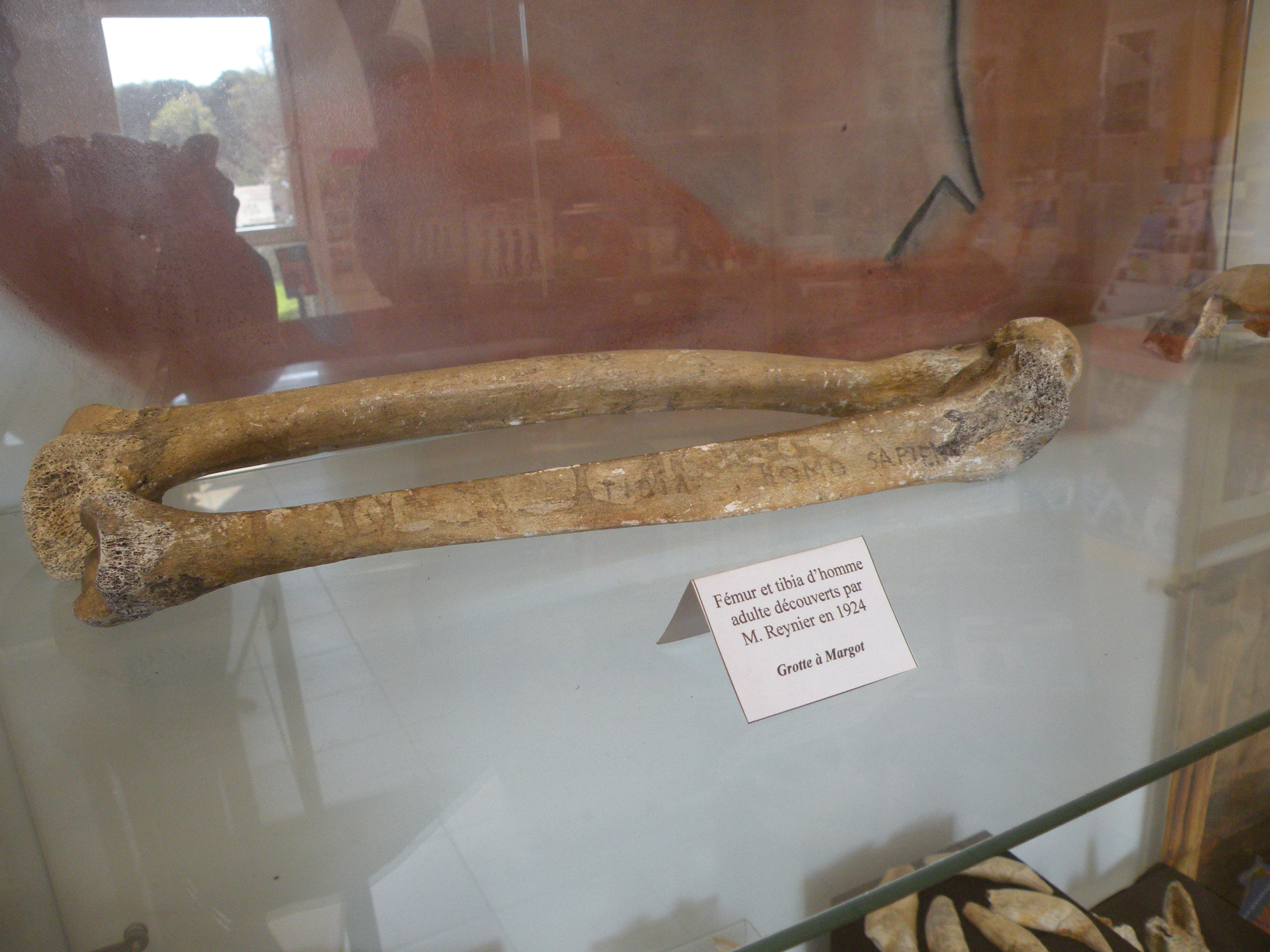
Fémur et tibia d'homme.

## Cadre géologique

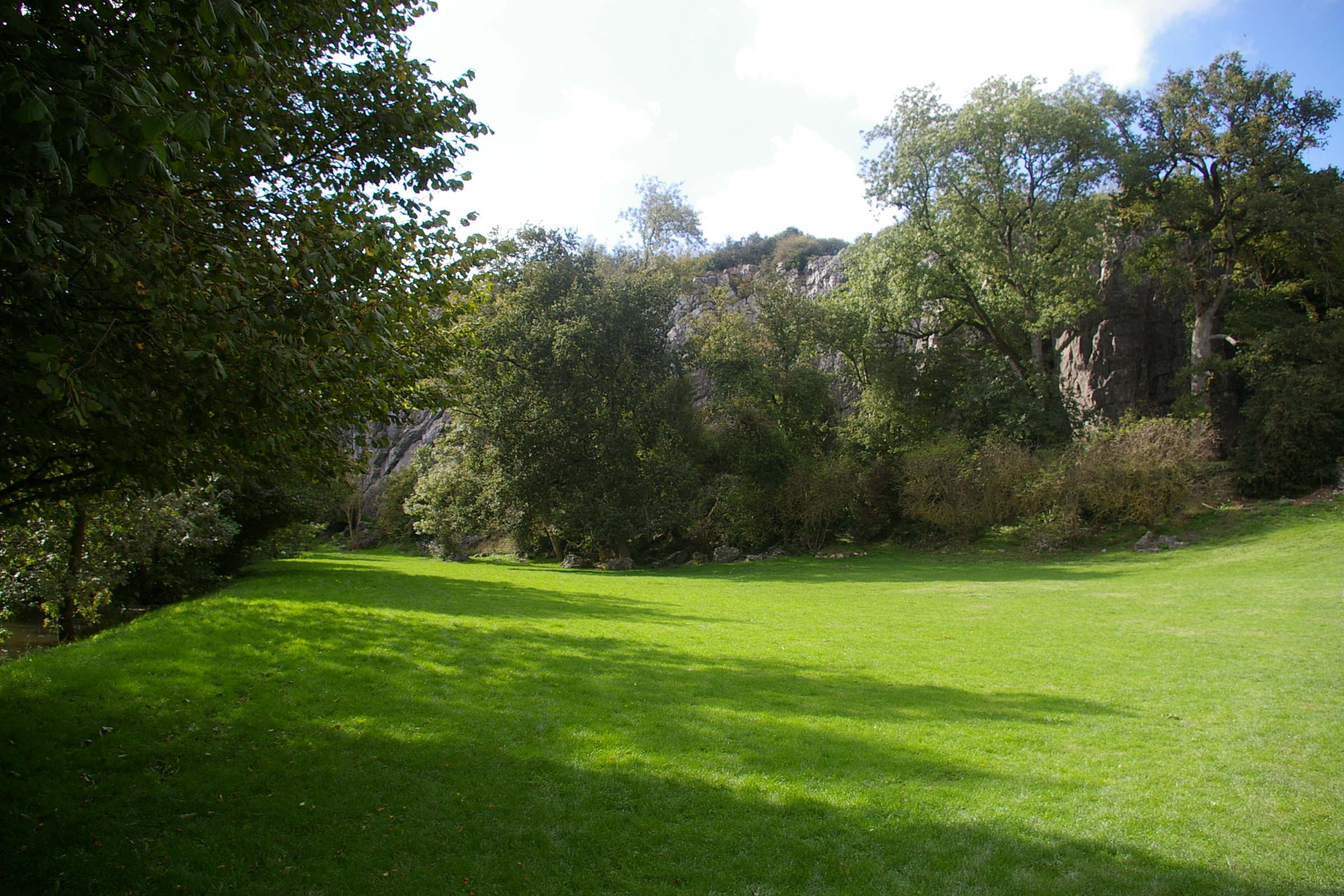
Le site du canyon et des grottes de Saulges.

Le canyon de Saulges ou canyon de la vallée de l'Erve a été creusé par l'Erve, affluent de la Sarthe, ainsi que par le Langrotte, un ruisseau qui se jette dans l'Erve face au porche de la Dérouine, à quelques mètres au sud-ouest. L'Erve entaille le calcaire du Dévonien composant le massif de Saulges, sur près de 1,5 km entre le Moulin de la Roche-Brault et le Moulin du Pont du Gué, suivant la direction NE-SW du synclinorium de Laval, avec près de 40 mètres de dénivelé : on passe de 62 mètres d'altitude en amont à 48 mètres NGF en aval, tandis que la hauteur du plateau varie entre 100 et 105 mètres NGF.
Plus au sud-ouest, le substrat change de nature et l'on passe à du schiste de Laval, d'époque dévonienne. La vallée de Langrotte, quant à elle, commence sur la rive droite de l'Erve, à la hauteur du Moulin du Jumeau, entre le plateau des Hallays (commune de Saint-Pierre-sur-Erve) et celui de la Bidaudière (commune de Saulges). Cette vallée affluente accuse une quinzaine de mètres de dénivelé.
Ce canyon présente une structure compartimentée par de nombreuses failles obliques par rapport à la structure principale. Les cavités en résultant seraient près d'une trentaine. Leurs galeries s'orientent suivant deux directions : l'une « normande », c'est-à-dire WSW-ENE, l'autre « hercynienne », c'est-à-dire NW-SE. Elles présentent un remplissage de matériaux rouges, constitués de sables et graviers, à base de grès altérés, quartz, quartzites, schistes et galets de calcaires - d'âge Pléistocène présumé - et d'argiles d'illuviation rouges de type terra rossa.

## Liste des grottes dites de Saulges et assimilées
Les grottes dites de Saulges sont en fait localisées sur les territoires de plusieurs communes, traversés par l'Erve et quelques-uns de ses affluents,,,,,,.

### Grottes situées sur la commune deSaulges

#### Caves Coudreuse ou grottes des Havardières
Ce sont deux couloirs convergents, situées à environ 40 mètres de la grotte des Hallays. Elles se trouvent sur le talus boisé qui domine une clairière. Elles sont découvertes par le curé de Saulges, l'abbé Coudreuse, vers 1876 ; ces grottes ont été fouillées par G. Chaplain-Duparc en 1876-77. Elles furent désobstruées par Loiseau vers 1970.

#### Grotte de la Bidaudière et grottes numéro 2 et 4 du ruisseau de Langrotte
Trois grottes mineures situées en rive droite du ruisseau de Langrotte.

#### Grotte du Pont du Gué (ou grotte des Gars d'Evron), grotte du Renard et grotte du Teckel
Trois grottes mineures situées en rive gauche de l'Erve.

### Grottes situées sur la commune deSaint-Pierre-sur-Erve

#### Grotte Rochefort ou cave à Rochefort
La grotte Rochefort est un site préhistorique qui a livré des vestiges de différentes époques mais est surtout connu pour la présence de Solutréen (Paléolithique supérieur). Cette grotte est mise en fouille par l'archéologue Stéphan Hinguant.

#### Cave à la Chèvre ou cave aux Moutons
La cave à la Chèvre est un site préhistorique qui a livré en particulier des vestiges du Paléolithique supérieur ainsi que du Paléolithique moyen et des vestiges fauniques du Pléistocène moyen.Au début des années 2000, cette grotte est mise en fouille par l'archéologue Stéphan Hinguant.

#### Grotte de la Lucarne, grotte de la Baleine, grotte des Buis
Trois grottes mineures situées sur la rive droite de l'Erve.

### Grottes situées sur la commune deThorigné-en-Charnie

#### Grotte Mayenne-Sciences
La grotte Mayenne-Sciences est un site préhistorique et une grotte ornée ayant livré des représentations attribuées au Gravettien. En marge du groupe de grottes du site de Saulges, les images qu'elle contient sont notables pour leur style de représentation original et leurs associations thématiques hors du commun,.

#### Cave à Margot
La grotte Margot ou cave à Margot est un site archéologique et une grotte ornée située sur la commune de Thorigné-en-Charnie. À partir du début des années 2000, elle est étudiée par l'archéologue Romain Pigeaud,,.

#### Grotte du Four
La grotte du Four se situe à une centaine de mètres à l'ouest du porche de la Dérouine, au sommet du talus qui borde la falaise.
Elle a été fouillée par Gatien Chaplain-Duparc en 1876[réf. souhaitée].
En 1965-68, René Chevalier et Paul Marchais y entreprennent des désobstructions qui les conduisent dans des séries de petits réseaux étroits à entrées multiples.

#### Grotte René-Paul ou grotte des Anglais
Un groupe d'Anglais (d'où l'un des noms de la grotte) découvre la première salle en 1967.
En 1968, René Chevalier et Paul Marchais (d'où l'autre nom de la grotte) entament une longue désobstruction et trouvent la suite du réseau qu'ils explorent et topographient en totalité.

#### Grotte Richard alias grotte du Ranch ou grotte du Moulin de la Roche Brault ou grotte de l'Erve
La grotte est connue et fouillée par Gatien Chaplain-Duparc[réf. souhaitée] en 1875. Depuis, sa voûte a été détruite pour y construire un hangar. En 1980, le Groupe spéléologique de l'Association sportive et culturelle de Bonsecours (GSASCB, 76) remarque un courant d'air et désobstrue un passage qui livre accès à la suite de la grotte, baptisée « grotte Richard » du nom du propriétaire des lieux.

#### Grotte des Vipères
L'entrée de la grotte est fouillée sans succès par G. Chaplain-Duparc en 1877. Sa partie profonde est considérée comme la plus intéressante par les biospéologues. La grotte, très proche de la rivière, est baignée par la nappe de l'Erve.

#### Grotte des Hardrays alias grotte de la Carrière
Cette cavité, à 50 mètres environ du Moulin des Hardrays, partie Ouest de la carrière, ne possède qu'une entrée artificielle. Le pendage du sol s'y incline doucement sur une dizaine de mètres jusqu'à un siphon.

#### Grotte Cordier alias grotte des Araignées
Cette cavité se trouve à l'est de la cave à Margot, à 600 m des bâtiments de la Roche-Brault, au sommet du talus boisé qui borde la rivière. Des travaux de désobstruction, menés par des spéléologues de l'association E.S.A. dans les années 1970, n'ont pas donné de résultats.
Elle fut fouillée par G. Chaplain-Duparc en 1877.

#### Grotte de la Carotte
Aucune information sourcée n'est pour le moment disponible sur cette petite ouverture, en bas de la falaise où s'ouvre la grotte du Plessis (cf. infra).

#### Grotte du Plessis alias cave du Plessis ou cave de la Bigote
Cette cavité se trouve à 170 mètres de la cave à Margot, au sommet de la falaise. Elle se présente comme un vaste couloir long de 20 à 25 mètres, large de 3 mètres et haut de 2 mètres, qui se termine par une chambre de 4 mètres de large sur 8 à 10 mètres de long. Trois salles principales sont répertoriées : la salle terminale, la salle du Cavernicole, à laquelle on accède par le puits Bibiche, et la salle de l'Œuf. Une jonction de la grotte du Plessis avec la cave à Margot est très probable ; il semble en effet que les deux cavités communiquent par un siphon, sinistrement appelé la salle des Squelettes. D'après Scrofule (le bulletin du GSASCB) : « il existe en surface, entre les deux cavités, plusieurs effondrements situés sur ce parcours hypothétique » entre Le Plessis et Margot. Au sujet de ces effondrements, la cheminée qui domine la salle des Squelettes débouchait autrefois à l'air libre, son orifice probable est visible dans le talus de la route qui conduit au moulin de la Roche-Brault. De cet endroit, la distance qui sépare les deux grottes est de 75 mètres.
La grotte du Plessis fut aussi fouillée par G. Chaplain-Duparc en 1877.

### Grotte située sur la commune deVal-du-Maine
Plus précisément, cette grotte est située sur le territoire de l'ancienne commune d'Épineux-le-Seguin, le long du Treulon, affluent de l'Erve.

#### Grotte Raymond
La grotte est découverte en 1975 par Romarie, et désobstruée de 1978 à 1980 par le GSASCB de Rouen.

### Grottes situées sur la commune deLa Cropte
Ces grottes sont situées près de la Vaige, rivière parallèle à l'Erve qui se jette également dans la Sarthe, peu en aval du débouché de l'Erve.

#### Grotte du Rocher
La grotte a été recoupée par le front de taille d'une carrière, puis aménagée comme dépendance d'une habitation.

## Faune des grottes de Saulges
Un inventaire des arachnides présents dans les différentes grottes de Saulges a été réalisé en 2012-2013. Cet inventaire a permis l’identification de près de trois cents espèces, dont une araignée encore non citée dans la faune de France : Sibianor larae (nl) (Logunov, 2001).
Dans le cadre du classement Natura 2000 de la vallée de l'Erve, les sites à chiroptères ont également été recensés